# ランブリングエンジェル
ランブリングエンジェル（RumblingAngel）は、アダルトゲームのキャラクターによるトレーディングカードゲーム（TCG）。発売元はSilver Blitz。
元々はâgeを運営する株式会社アシッドの企画で、ちよれん3ブランド（âge、Nitroplus、Overflow）の共同製作により誕生した。そのため、当初は「ちよれんTCG」という触込みで発売されたが、後にCIRCUS、Colors、rúfなど、多数のブランドが参加した。キャラクターのイラストは基本的に各作品のイラストレーターが担当している。
プロモーションカードとして、栗林みな実やジョイまっくすなど、ちよれんに関連した人物もカード化された。また関連商品として、ボークスよりミニフィギアコレクションが発売された。
なお、アージュ発売のPCゲーム『マブラヴ サプリメント』、アージュファンクラブ特典ソフト『君のぞデュエリスト』、CIRCUSファンクラブ特典ソフト『A.C.D.C. Rumbling Angel』にPCゲーム版ランブリングエンジェルが収録されている。
2014年現在、2008年1月25日発売の「episode ビジュアルアーツ1.0」を最後に新規エキスパンションがリリースされておらず、2014年9月1日に同年12月26日を以ってシルバーブリッツがブランドとしての活動を停止することを発表した。

## 参加ブランド
※ 五十音順
âge
君がいた季節、化石の歌、君が望む永遠、君が望む永遠 〜special FanDisk〜、アカネマニアックス、大空寺危機一髪!、マブラヴ、マブラヴ サプリメント、マブラヴ オルタネイティヴ
Overflow
ら〜じ・PONPON、PureMail -ピュアメール-、妹でいこう!、MISS EACH OTHER、Snowラディッシュバケーション!!、Summerラディッシュバケーション!!1.1、Summerラディッシュバケーション!!2、School Days、Summer Days
Colors・MOSAIC
魔法少女アイ、魔法少女アイ2、特命教師瞳、サンダークラップス!、狂い咲きヴァージンロード、サムライジュピター
キャラメルBOX
処女はお姉さまに恋してる
CoreMoreco
ちびママ
CIRCUS
水夏、D.C. 〜ダ・カーポ〜、終の館シリーズ、すくみず 〜フェチ☆になるもんっ!〜、ガッデーム&ジュテーム、Aries PureDream/Aries LoveDream、D.C.P.C. 〜ダ・カーポ〜 プラスコミュニケーション、ホームメイド -Homemaid-、最終試験くじら
XUSE
Floralia 〜フローラリア〜、ときどきシュガー、永遠のアセリア
スタジオメビウス
SNOW、SNOW 〜Plus Edition〜
07th Expansion
ひぐらしのなく頃に
たまソフト
LOST CHILD、世界ノ全テ
Nitroplus
Phantom -PHANTOM OF INFERNO-、吸血殲鬼ヴェドゴニア、"Hello, world."、斬魔大聖デモンベイン、沙耶の唄、天使ノ二挺拳銃、塵骸魔京、刃鳴散らす、サバト鍋-Nitro Amusement Disc-、機神飛翔デモンベイン、字祷子D 妖都最速伝説、月光のカルネヴァーレ、続・殺戮のジャンゴ -地獄の賞金首-
Nitro+CHiRAL
咎狗の血、Lamento -BEYOND THE VOID-
ビジュアルアーツ
Key
Kanon、AIR、CLANNAD、智代アフター 〜It's a Wonderful Life〜、リトルバスターズ!
Bonbee!
ALMA〜ずっとそばに…〜
ocelot
神曲奏界ポリフォニカ
13cm
ネコっかわいがり! 〜クレインイヌネコ病院診療中〜
130cm
Princess Bride、Princess Brave 雀卓の騎士、彼女たちの流儀
プレイム
リアライズ、レイナナ
mirage
そこに海があって
rúf
螺旋回廊、螺旋回廊2
RUNE
Fifth、Fifth -TWIN-、Fifth Aile、ゆきのかなた、リトルモニカ物語、にゃんてCHATON、ANGEL-CORE、えっちのこばこ(R)、ぴヨナ＝ピコナ、初恋、戦国if、今宵も召しませAlicetale、Ricotte 〜アルペンブルの歌姫〜、ナイトウィザード 魔法大戦 〜The Peace Plan to Save the World〜、神様のいうとおりッ　くじびきAI-BIKIスクランブル

## 主なイラストレーター
| - あおいまなぶ - 秋蕎麦 - あにゅ - 荒牧成将 - 有子瑶一 - あるふぁ - 石原ますみ - 上田夢人 - 海野＠ - Overflow - おがみけいち - 窪敏 - 快楽園梅香 - 加藤アスケ - 上谷真綾 - 葛葉沙耶 - 黒木雅弘＆ケンスケ - ごとうじゅんじ | - 三石無双 - 魚 - しんいち - スミスミ - 駿河かすね - 高柳マユミ - たたなかな - たにめそ - 中央東口 - 津路参汰 - 長浜めぐみ - なまにくATK - Niθ（仁Niθ） - にじこ - 西E田 - 人丸 - 猫間ことみ - 野々原幹 | - のり太 - バカ王子ペルシャ - べはら塗装 - プロパガンダ通・シン - Bou - MAKOTO2号 - まさはる - 三島snow - みつまむ - 皆村春樹 - 南風麗魔 - mosaic - 八雲剣豪 - 憂姫はぐれ - 夕凪二葉 - ゆーぽん - ゆうろ - りんごキック |

ほか